# Häxprocessen i Vassunda

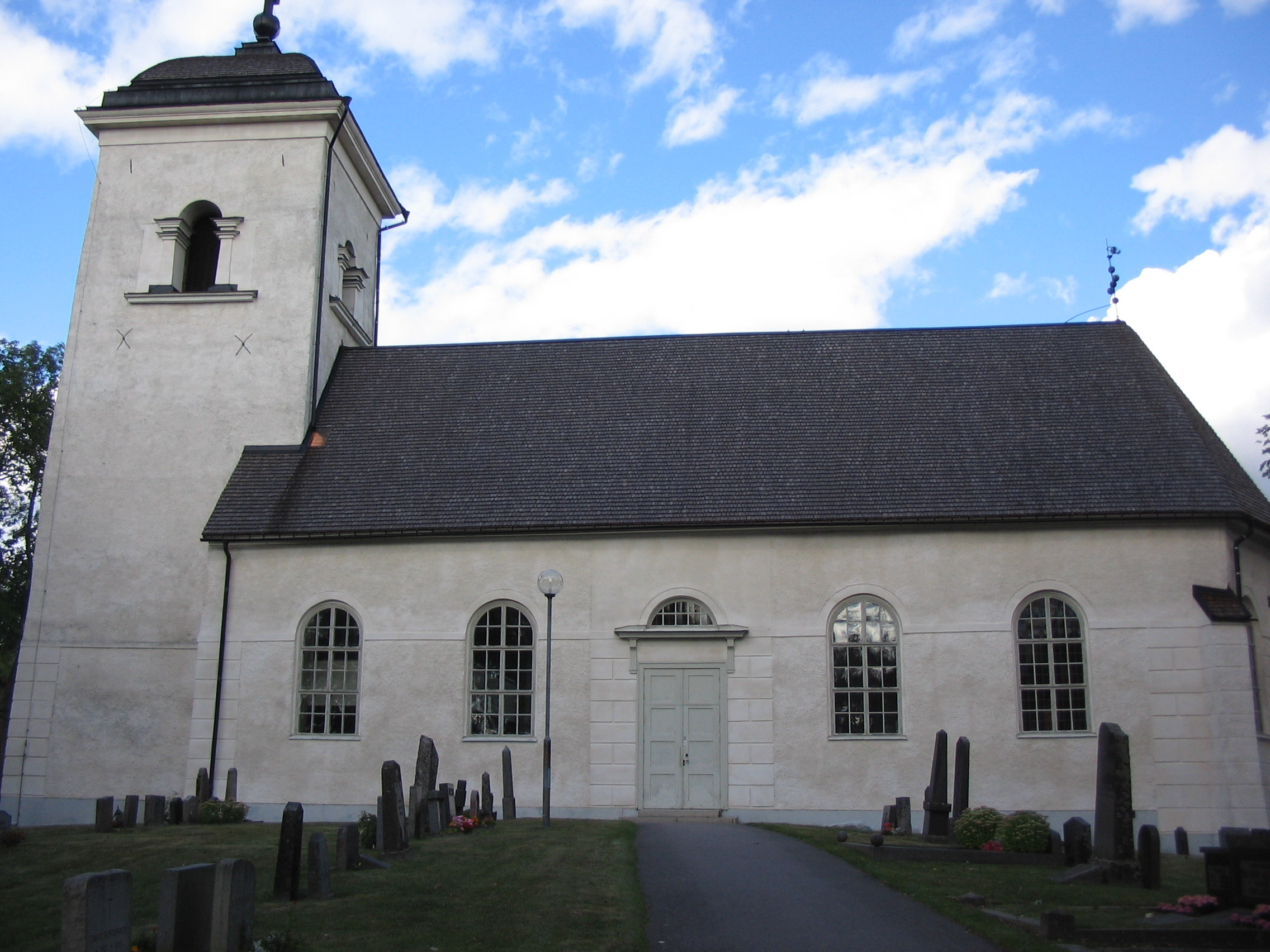
Vassunda kyrka.

Häxprocessen i Vassunda utspelade sig i Vassunda socken i Uppland åren 1601–1603. Processen var i realiteten en process mot en folklig väckelserörelse som av myndigheterna rubricerades som häxeri. Processen är ett exempel på den häxjakt som vid denna tidpunkt drevs mot personer som var medlemmar av olika väckelserörelser, och som i övrigt är dåligt dokumenterad.
Under andra hälften av 1500-talet rådde ett oroligt och instabilt religiöst läge i Sverige, samtidigt som de återkommande epidemierna ansågs bero på Guds vrede och onda andar. Under denna tid uppkom många folkliga väckelserörelser som motsatte sig de religiösa reformerna och kom i opposition till kyrkan. I Vassunda socken ska en sådan rörelse ha uppkommit. Polyhistorn och riksantikvarien Johannes Bureus, som var svärson till socknens präst, har beskrivit detta.
Den 30 december 1601 blev det känt att en gammal kvinna vid namn Marit sade sig ha besökt både himmelriket och helvetet. Marit uppgav sig återigen ha besökt himlen och helvetet i januari 1602. Hon berättade om sina besök i grannskapet och höll sedan predikningar om Guds vilja med utgångspunkt från vad hon hade sett där, och startade en väckelserörelse i bygden omkring sina visioner. I juli 1602 blev drängen Mårten Marcusson förhörd i Uppsala domkapitel för påståendet av att han hade fått en vision av en ängel som förespråkat den katolska liturgin. Karl IX utfärdade i oktober 1602 ett fördömande av väckelserörelser och predikande kvinnor, som han kategoriserar som trollkvinnor i kontakt med katoliker. Den officiella anklagelsen från myndigheterna var häxeri. I februari 1603 angavs Blasius Brita i Ala. Hon kallades också Brita kopperska eftersom hon var verksam som klok gumma, och beskrivs som ledande inom väckelserörelsen. Hon uppgav att hon hade besökt himlen och helvetet, och angavs ha förorsakat bränder i sällskap med Marcusson. Hon torterades i november och angav Martinus Hansson Johannis, en före detta präst som hade avsatts från sitt ämbete, som ledande för väckelserörelsen. Även Johannis utsattes för tortyr.
Mårten Marcusson hävdade i februari 1603 att hans änglavision var uppdiktad och blev därför dömd till botgöring och sedan frigiven. Martinus Johannis, Marit och Blasius Brita dömdes alla tre till döden för häxeri. Johannis dömdes till avrättning genom halshuggning, medan de två kvinnorna dömdes till bränning på bål.